# Poa matris-occidentalis
Poa matris-occidentalis là một loài cỏ trong họ hòa thảo, thuộc chi poa.

## Hình ảnh

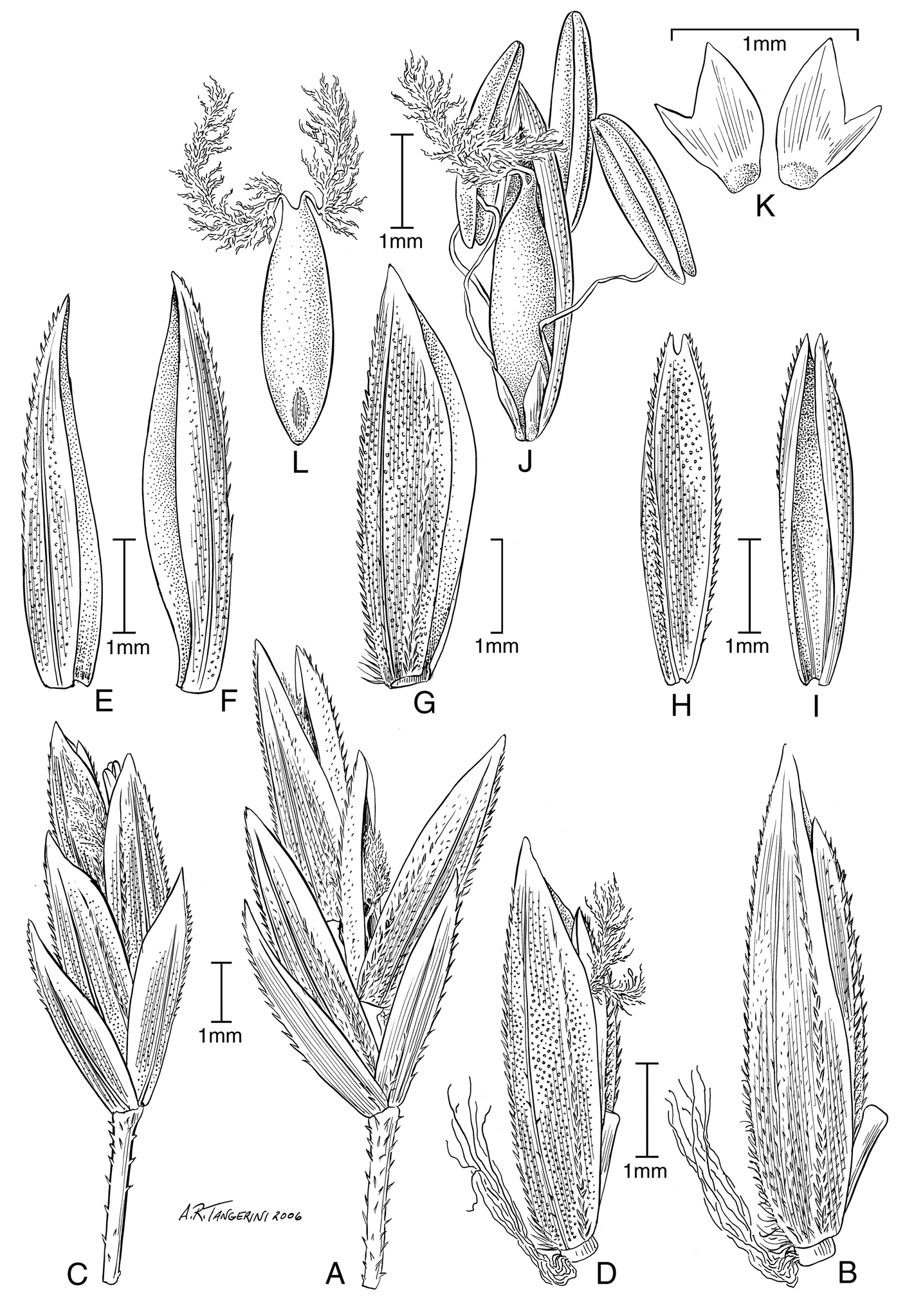